# Mars Surveyor Lander 2001

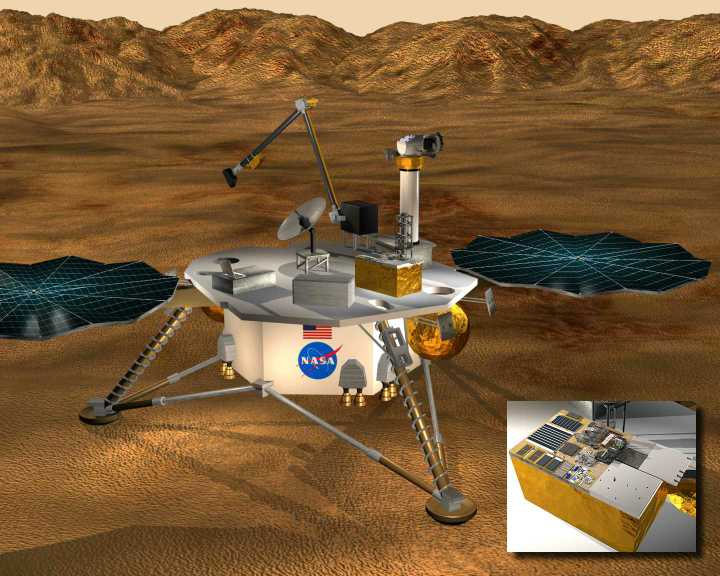
Vue d'artiste de la sonde avec un insert montrant l'expérience MIP

Mars Surveyor 2001 Lander est un projet de sonde spatiale martienne de la NASA annulé en mai 2000 à la suite des échecs des missions de Mars Climate Orbiter et Mars Polar Lander fin 1999. La sonde est un des deux composants du projet Mars Surveyor 2001 ; Mars Surveyor 2001 Orbiter, l'autre composant renommé par la suite 2001 Mars Odyssey, s'est placé en orbite autour de Mars en octobre 2001 et est toujours en activité en 2010. L'atterrisseur de Mars Surveyor 2001 Lander, qui avait été préservé après l'abandon du projet, a été réutilisé pour construire la sonde Phoenix lancée en 2007.
La conception de la sonde était identique à celle de Mars Polar Lander qui devait être la première des sondes à cout réduit du programme Mars Surveyor. Avant même l'annulation de la mission, les surcouts et les problèmes techniques avaient entrainé une refonte de la conception des atterrisseurs. Notamment, le rover d'une taille analogue à celle de Spirit avait dû être remplacé par un mini-engin analogue au Sojourner de la mission Mars Pathfinder. Mars Surveyor 2001 Lander devait emporter une expérience MIP destinée à démontrer la possibilité d'extraire de l'oxygène de l'atmosphère ténue de Mars ainsi que des panneaux solaires expérimentaux permettant de réduire l'incidence de la poussière martienne sur la production d'énergie.
En plus de l'atterrisseur, trois des instruments qui devaient être embarqués sur Mars Surveyor 2001 Lander, ont été installés par la suite sur la sonde Phoenix :
- l'analyseur microscopique et électrochimique (Microscopy, Electrochemistry, and Conductivity Analyzer) (MECA) ;
- la caméra destinée à filmer la descente (en anglais Mars Descent Imager) (MarDI) ;
- le bras robotisé qui a été modifié pour la mission Phoenix.

### Source
- (en) Cet article est partiellement ou en totalité issu de l’article de Wikipédia en anglais intitulé « Mars Surveyor 2001 Lander » (voir la liste des auteurs).